# Beaufortia
Beaufortia é um género botânico pertencente à família Myrtaceae. As suas espécies são nativas do sudoeste australiano - único local onde ocorrem em forma selvagem. É um género próximo do género Melaleuca, caracterizando-se também pelos seus estames agrupados. Apresenta, contudo, anteras na base dos mesmos, enquanto que no género Melaleuca estas se dispõem lateralmente. Preferem ambientes secos, sendo uma planta apreciada em jardins com tais condições (principalmente na Austrália), pelas suas flores que atraem algumas aves polinizadoras.

## Espécies
- Beaufortia aestiva, K.J.Brooks
- Beaufortia anisandra, Schau.
- Beaufortia bicolor, A.Strid
- Beaufortia bracteosa, Diels
- Beaufortia carinata, A.Cunn.ex Loud.
- Beaufortia cymbifolia, Diels
- Beaufortia cyrtodonta, (Turcz.) Benth.
- Beaufortia dampieri, A.Cunn.
- Beaufortia decussata, Ker Gawl.
- Beaufortia elegans, Schau.
- Beaufortia empetrifolia, (Rchb.) Schauer
- Beaufortia eriocephala, Fitzg.
- Beaufortia heterophylla, Turcz.
- Beaufortia incana, (Benth.) A.S.George
- Beaufortia inops, Schauer
- Beaufortia interstans, F.Muell.
- Beaufortia macrostemon, Lindl.
- Beaufortia micrantha, Schauer
- Beaufortia microphylla, Turcz.
- Beaufortia orbifolia, F.Muell.
- Beaufortia pinifolia, F.Cels
- Beaufortia puberula, Turcz.
- Beaufortia purpurea, Lindl.
- Beaufortia schaueri, Preiss ex Schau.
- Beaufortia sparsa, R.Br.
- Beaufortia splendens, A.Dietr.
- Beaufortia sprengelioides, (DC.) L.A.Craven
- Beaufortia squarrosa, Schauer
- Beaufortia velutina, Turcz.